# Edward Sauerhering

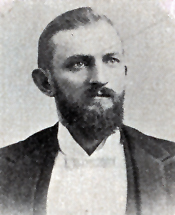
Edward Sauerhering

Edward Sauerhering (* 24. Juni 1864 in Mayville, Dodge County, Wisconsin; † 1. März 1924 ebenda) war ein US-amerikanischer Politiker. Zwischen 1895 und 1899 vertrat er den Bundesstaat Wisconsin im US-Repräsentantenhaus.

## Werdegang
Edward Sauerhering besuchte die öffentlichen Schulen seiner Heimat und danach das Chicago College of Pharmacy. Danach war er drei Jahre lang im Apothekergeschäft in Chicago tätig, ehe er nach Mayville zurückkehrte. Dort arbeitete er in derselben Branche. Gleichzeitig begann er als Mitglied der Republikanischen Partei eine politische Laufbahn. Bei den Kongresswahlen des Jahres 1894 wurde er im zweiten Wahlbezirk von Wisconsin in das US-Repräsentantenhaus in Washington, D.C. gewählt, wo er am 4. März 1895 die Nachfolge des Demokraten Charles Barwig antrat. Nach einer Wiederwahl konnte er bis zum 3. März 1899 zwei Legislaturperioden im Kongress absolvieren. In diese Zeit fiel der Spanisch-Amerikanische Krieg von 1898.
Im Jahr 1898 verzichtete Sauerhering auf eine erneute Kandidatur. Zwischen 1909 und 1918 war er in Mayville Leiter der Kommission, die sich mit den öffentlichen Arbeitsmaßnahmen befasste. Außerdem beschäftigte er sich mit dem Bau von Wasserwerken. Von 1912 bis 1920 war er auch Friedensrichter in seiner Heimatstadt. Edward Sauerhering starb am 1. März 1924 in Mayville, wo er auch beigesetzt wurde.